# ジュリア・バッド
ジュリア・バッド（Julia Budd、1983年7月4日 - ）は、カナダの女性総合格闘家、キックボクサー。ブリティッシュコロンビア州ロバーツクリーク出身。ギブソン・キックボクシング・アンド・パンクラチオン所属。元Bellator世界女子フェザー級王者。夫は元総合格闘家のランス・ギブソン。

## 来歴
ムエタイをバックボーンに持ち、2005年にはジーナ・カラーノと対戦して判定勝ちを収め、ムエタイルールでカラーノに唯一の黒星をつけた。

### Strikeforce Challengers
2010年、Strikeforce Challengersでプロ総合格闘技デビュー。
2011年1月7日、Strikeforce Challengers: Woodley vs. Saffiedineでアマンダ・ヌネスと対戦し、試合開始早々にパンチラッシュでダウンを奪われ、パウンドでKO負け。キャリア初黒星を喫した。
2011年6月24日、Strikeforce Challengers: Fodor vs. Terryでジャーメイン・デ・ランダミーと対戦し、3-0の判定勝ち。2008年にキックボクシングの試合でランダミーに敗れていたリベンジを果たした。
2011年11月18日、Strikeforce Challengers: Britt vs. Sayersでロンダ・ラウジーと対戦し、試合開始39秒で腕ひしぎ十字固めを極められ一本負け。

### Bellator
2016年10月21日、Bellator初参戦となったBellator 162でアーリーン・ブレンコウと対戦し、2-0の判定勝ち。

#### Bellator世界女子フェザー級王座獲得
2017年3月3日、Bellator 174のBellator世界女子フェザー級初代王座決定戦でマルース・クーネンと対戦し、パウンドでTKO勝ち。王座獲得に成功した。
2017年12月1日、Bellator 189のBellator世界女子フェザー級タイトルマッチで挑戦者のアーリーン・ブレンコウと再戦し、2-1の判定勝ち。王座の初防衛に成功した。
2018年7月13日、Bellator 202のBellator世界女子フェザー級タイトルマッチで挑戦者のタリタ・ノゲイラと対戦し、右フックでダウンを奪い、パウンドでTKO勝ち。2度目の王座防衛に成功した。
2019年7月12日、Bellator 224のBellator世界女子フェザー級タイトルマッチで挑戦者のオルガ・ルビンと対戦し、三日月蹴りを効かせてダウンを奪い、パウンドでTKO勝ち。3度目の王座防衛に成功した。
2020年1月25日、Bellator 238のBellator世界女子フェザー級タイトルマッチで挑戦者のクリスチャン・サイボーグと対戦し、TKO負けを喫し王座から陥落した。

## 戦績
| 総合格闘技 戦績 | 総合格闘技 戦績 | 総合格闘技 戦績 | 総合格闘技 戦績 | 総合格闘技 戦績 | 総合格闘技 戦績 | 総合格闘技 戦績 |
| --------------- | --------------- | --------------- | --------------- | --------------- | --------------- | --------------- |
| 21 試合         | (T)KO           | 一本            | 判定            | その他          | 引き分け        | 無効試合        |
| 16 勝           | 6               | 1               | 9               | 0               | 0               | 0               |
| 5 敗            | 2               | 1               | 2               | 0               | 0               | 0               |

| 勝敗 | 対戦相手                     | 試合結果                             | 大会名                                                                         | 開催年月日     |
|      | ホリー・ホルム               | 試合前                               | GFL 1                                                                          | 2025年5月24日  |
| ×    | アスペン・ラッド             | 5分3R終了 判定1-2                    | PFL 10                                                                         | 2022年11月25日 |
| ×    | ジェナ・ファビアン           | 5分3R終了 判定0-3                    | PFL 3                                                                          | 2022年5月6日   |
| ○    | ケイトリン・ヤング           | 5分3R終了 判定3-0                    | PFL 10                                                                         | 2021年10月27日 |
| ○    | ダイアナ・シウバ             | 5分3R終了 判定2-1                    | Bellator 257: Nemkov vs. Davis 2                                               | 2021年4月16日  |
| ○    | ジェシー・ミーレ             | 5分3R終了 判定3-0                    | Bellator 244: Bader vs. Nemkov                                                 | 2020年8月21日  |
| ×    | クリスチャン・サイボーグ     | 4R 1:14 TKO（右ボディストレート）    | Bellator 238: Budd vs. Cyborg 【Bellator世界女子フェザー級タイトルマッチ】     | 2020年1月25日  |
| ○    | オルガ・ルビン               | 1R 2:14 TKO（右三日月蹴り→パウンド） | Bellator 224: Budd vs. Rubin 【Bellator世界女子フェザー級タイトルマッチ】      | 2019年7月12日  |
| ○    | タリタ・ノゲイラ             | 3R 4:07 TKO（右フック→パウンド）     | Bellator 202: Budd vs. Nogueira 【Bellator世界女子フェザー級タイトルマッチ】   | 2018年7月13日  |
| ○    | アーリーン・ブレンコウ       | 5分5R終了 判定2-1                    | Bellator 189: Budd vs. Blencowe 2 【Bellator世界女子フェザー級タイトルマッチ】 | 2017年12月1日  |
| ○    | マルース・クーネン           | 4R 2:42 TKO（パウンド）              | Bellator 174: Coenen vs. Budd 【Bellator世界女子フェザー級初代王座決定戦】     | 2017年3月3日   |
| ○    | アーリーン・ブレンコウ       | 5分3R終了 判定2-0                    | Bellator 162: Shlemenko vs. Grove                                              | 2016年10月21日 |
| ○    | ホベルタ・パイム             | 5分3R終了 判定3-0                    | Invicta FC 21: Anderson vs. Tweet                                              | 2015年11月20日 |
| ○    | ガブリエル・ホロウェイ       | 5分3R終了 判定3-0                    | Invicta FC 18: Grasso vs. Esquibel                                             | 2015年2月13日  |
| ○    | シャーメイン・ツイート       | 5分3R終了 判定3-0                    | Invicta FC 7: Honchak vs. Smith                                                | 2013年12月7日  |
| ○    | モーリー・エステス           | 3R 1:04 リアネイキドチョーク         | Invicta FC 5: Penne vs. Waterson                                               | 2013年4月5日   |
| ○    | ダニエレ・ウェスト           | 1R 2:32 TKO（パウンド）              | Invicta FC 3: Penne vs. Sugiyama                                               | 2012年10月6日  |
| ○    | エリーナ・ニルソン           | 1R 3:49 TKO（グラウンドの肘打ち）    | Invicta FC 2: Baszler vs. McMann                                               | 2012年7月28日  |
| ×    | ロンダ・ラウジー             | 1R 0:39 腕ひしぎ十字固め             | Strikeforce Challengers: Britt vs. Sayers                                      | 2011年11月18日 |
| ○    | ジャーメイン・デ・ランダミー | 5分3R終了 判定3-0                    | Strikeforce Challengers: Fodor vs. Terry                                       | 2011年6月24日  |
| ×    | アマンダ・ヌネス             | 1R 0:14 KO（左フック→パウンド）      | Strikeforce Challengers: Woodley vs. Saffiedine                                | 2011年1月7日   |
| ○    | シェイナ・ネルソン           | 2R 2:51 TKO（パウンド）              | Strikeforce Challengers: Bowling vs. Voelker                                   | 2010年10月22日 |

## 獲得タイトル
- 初代Bellator世界女子フェザー級王座（2017年）